# Fechtbahn
Die Fechtbahn (französische Bezeichnung laut offiziellem Reglement piste, umgangssprachlich auch in Deutschland Planche genannt) ist die Fläche, auf der sich die Sportler beim Fechtsport bewegen. 
Die Fechtbahn ist 1,5 m breit und 14 m lang. Die Mittellinie kennzeichnet die Mitte der Fechtbahn. 2 m von der Mittellinie entfernt befinden sich die Startlinien. Hier werden die Fechter zu Beginn eines Durchgangs und nach jedem gültigen Treffer bzw. nach einem (vom Obmann vergebenen) Straftreffer aufgestellt. Weitere 5 m von den Startlinien entfernt endet die Fechtbahn. Die letzten zwei Meter sind auffallend gekennzeichnet. Überschreitet ein Fechter das Bahnende seiner Seite der Fechtbahn mit beiden Beinen, erhält er einen Straftreffer. Hinter der Endlinie befindet sich ein Auslauf von 1,5 m bis 2 m, der nicht mehr zur Fechtbahn gezählt wird.
Bei großen Turnieren werden die Halbfinal- und Finalgefechte auf einer Hochbahn ausgefochten. Dabei befindet sich die Fechtbahn auf einem bis zu 50 cm hohen Podest. Neben der Fechtbahn ist eine 25 cm breite Sicherheitszone.
Die Fechtbahn besteht aus einem leitenden Material, so dass Treffer mit der Waffe auf den Boden nicht angezeigt werden. Am häufigsten anzutreffen sind dabei Bahnen aus einem Kupfergeflecht, die ein Gewicht von ca. 70 kg haben. Daneben gibt es noch Bahnen aus Aluminium und Stahl die üblicherweise für feste Halleninstallationen verwendet werden. Eine neuere Entwicklung sind Bahnen aus einem Textilgewebe, die mit einem dünnen Drahtgeflecht durchzogen sind und nur noch 20 kg wiegen.

Jeder Fechter hat von der Startlinie aus 7 m zum Manövrieren. Überschreitet ein Fechter mit beiden Beinen die Endlinie, so erhält er einen Straftreffer.

Übertritt ein Fechter mit einem Fuß eine Seitenlinie, so gewinnt der gegnerische Fechter 1 m Boden. Der Gegner, welcher übergetreten ist, muss entsprechend zurückweichen. Dadurch kann es passieren, dass der zurückweichende Fechter das Bahnende überschreitet. Dies führt zu einem Straftreffer. Falls ein Fechter dazu neigt, immer auf dem Rand zu fechten, kann der Obmann diesen auffordern, in der Mitte der Fechtbahn zu fechten.